# Gnorimosphaeroma chinense
Gnorimosphaeroma chinense is een pissebed uit de familie Sphaeromatidae. De wetenschappelijke naam van de soort is voor het eerst geldig gepubliceerd in 1921 door Walter Medley Tattersall.